# Camponotus sklarus
Camponotus sklarus é uma espécie de inseto do gênero Camponotus, pertencente à família Formicidae.